# Жан-Луї Трентіньян
Жан-Луї́ Трентінья́н (фр. Jean-Louis Trintignant; 11 грудня 1930, Пйоланк, Франція — 17 червня 2022, Кольяс, Франція) — французький актор театру й кіно, сценарист, режисер. Найвідоміші фільми за його участю — «І Бог створив жінку», «Небезпечні зв'язки», «Чоловік і жінка», «Конформіст».

## Фільмографія
- 1955 — Pechiney
- 1956 — Якщо б хлопці всієї землі… / Si tous les gars du monde
- 1956 — Закон вулиць / La loi des rues
- 1956 — І Бог створив жінку / Et Dieu… Créa La Femme
- 1957 — Жіночий клуб / Club de femmes
- 1959 — Жорстоке літо/ Un été violent
- 1959 — Небезпечні зв'язки / Les Liaisons Dangereuses
- 1960 — Аустерліц / Austerlitz
- 1961 — Поєдинок на острові / Le Combat dans l'île
- 1962 — Фанфарон / Le Fanfaron
- 1962 — С битким серцем (Засапавшись) / Le Coeur battant
- 1962 — Обгін / (Il Sorpasso) — Роберто Маріані
- 1965 — Прекрасна Анжеліка / Merveilleuse Angélique
- 1965 — Вбивця у спальному вагоні / Compartiment tueurs
- 1966 — Трансєвропейський експрес / Trans-Europe-Express
- 1966 — Чоловік і жінка / Un homme et une femme
- 1966 — Великий похід / La Longue marche
- 1966 — Чи горить Париж? / Paris brûle-t-il?
- 1969 — Дзета / Z
- 1968 — Велика тиша / Le Grand Silence
- 1968 — Брехун / L'homme qui ment
- 1969 — Лані / Les Biches
- 1969 — Американець/ L'Américain
- 1969 — Моя ніч з Мод / Ma nuit chez Maud
- 1970 — Негідник / Le Voyou
- 1970 — Конформіст / Il Conformista
- 1971 — Без видимих причин / Sans Mobile Apparent
- 1972 — Біг зайця через поля / La Course Du Lievre A Travers Les Champs
- 1972 — Замах / L'Attentat
- 1973 — Поїзд / Le Train
- 1973 — Мертвий чоловік / Un homme est mort
- 1973 — Знати заборонено / Défense de savoir
- 1974 — Секрет / Le Secret
- 1974 — Збожеволілий баран / Le Mouton enragé
- 1974 — Скрипки на балі / Les Violons du bal
- 1975 — Поліцейська історія / Flic Story
- 1975 — Над Сантьяго йде дощ / Il pleut sur Santiago
- 1975 — Гра з вогнем / Le Jeu avec le feu
- 1975 — Агресія / L'agression
- 1975 — Зарубки / Repérages
- 1975 — Жінка на неділю / (La donna della domenica) — Массімо Кампі
- 1976 — Весільна подорож / Le Voyage de noces
- 1976 — Пустеля Тартарі / Il deserto dei Tartari
- 1976 — Керівник похоронного бюро / L'Ordinateur des pompes funébres
- 1977 — Пасажири / Les Passagers
- 1978 — Чужі гроші / L' Argent Des Autres
- 1980 — Банкірша / La Banquiére
- 1980 — Чоловіча справа / Une affaire d'hommes
- 1980 — Я вас кохаю / Je vous aime
- 1980 — Тераса / La Terrasse
- 1980 — Убивця / Un assassin qui passe
- 1980 — Мальвіль / Malevil
- 1981 — Глибокі води / Eaux profondes
- 1981 — Пристрасть любові / Passione d'amore
- 1982 — Втеча у Варенн / La Fuit de Varennes
- 1982 — Бульвар убивць / Boulevard des assassins
- 1982 — Велике прощення / Le Grand pardon
- 1983 — Скоріше б неділя! / Vivement dimanche!
- 1983 — У саме серце / Colpire Al Cuore
- 1983 — Під вогнем / Under Fire
- 1983 — Злочин / La Crime
- 1983 — Кредо / Credo
- 1984 — Нічийні жінки / Femmes de personne
- 1984 — Viva la vie
- 1984 — Прекрасне задоволення / Le Bon plaisir
- 1984 — Чоловік зі срібними очима / L'Homme aux yeux d'argent
- 1985 — Піти, повернутися] / Partir, revenir
- 1985 — Побачення / Rendez-vous
- 1985 — Наступне літо / L'E'té prochain
- 1986 — Чоловік і жінка через двадцять років / Un homme et une femme: vingt ans déjà
- 1986 — П'ятнадцяте серпня / Quinze août
- 1987 — Вусань / Le Moustachu
- 1987 — Примарна долина / La Vallée fantôme
- 1989 — Бункер «Палас-готель»/ Bunker Palace Hôtel
- 1991 — Дякую, життя / Merci la vie
- 1991 — Інстинкт ангела / L'instinct de l'ange
- 1991 — Контроверза Валладолі / La Controverse de Valladolid
- 1994 — Три кольори: Червоний / Three Colours: Red
- 1994 — Місто загублених дітей / La Cite' des enfants perdus
- 1994 — Дивися, як падають люди / Regarde les hommes tomber
- 1994 — Це не далеко / C'est jamais loin
- 1995 — Фієста / Fiesta
- 1995 — Нікому невідомий герой / Un Héros trés discret
- 1996 — Людина впала на вулиці / Un Homme est tombé dans la rue
- 1996 — Тико Мун / Tykho Moon
- 1997 — Ті, хто мене любить, поїдуть потягом / Ceux qui m'aiment prendront le train
- 2002 — Дженіс і Джон / Janis et John
- 2012 — Любов / Amour
- 2017 — Хепі-енд / Happy End
- 2019 — Чоловік і жінка: Найкращі роки / (Les Plus Belles Années d'une vie) — Жан-Луї Дюрок